# 氢化三丁基锡
氢化三丁基锡 是一种有机锡化合物 ，化学式 (C4H9)3SnH。 它是一种无色液体，可溶于有机溶剂。  这种化合物是有机合成里，氢原子的来源。

## 制备和特征
氢化三丁基锡可以由氧化三丁基锡被聚甲基氢硅氧烷还原而成 (Bu = CH3CH2CH2CH2)：
2"(MeSiH)"  +  (Bu3Sn)2O   →   "(Me2Si)2O"  +  2 Bu3SnH
(Bu3Sn)2O  +  2/n (MeSi(H)O)n   →   2 Bu3SnH  +  1/n [(MeSiO)2O]n
氢化物是一种可蒸馏的液体，对空气有轻微的敏感，会分解成(Bu3Sn)2O。  其红外光谱在νSn-H的1814cm-1处显示很强的能带。

## 应用
它是有机合成里是一种有用的试剂。  它和偶氮二异丁腈 (AIBN) 混合或被光照时， 氢化三丁基锡会将有机卤化物（和相关基团）转化为相应的烃。  此过程是通过涉及自由基Bu3Sn•的自由基反应机制发生的。  该基团从另一个氢化三丁基锡分子中夺取H•，从而传播该链。 氢化三丁基锡作为H•供体的用途可归因于其相对较弱的键强（78 kcal/mol）。 
它是氢锡基化反应的选择性试剂： 
RC2R'  +  HSnBu3  →   RC(H)=C(SnBu3)R'

## 扩展阅读
- Hayashi, K.; Iyoda, J.; Shiihara, I. "Reaction of organotin oxides, alkoxides and acyloxides with organosilicon hydrides. New preparative method of organotin hydrides " J. Organomet. Chem. 1967, 10, 81. doi:10.1016/S0022-328X(00)81719-2